# Federico Trecco
Federico Trecco (Barete, 3 febbraio 1893 – L'Aquila, 1977) è stato un politico e militare italiano, sindaco dell'Aquila tra il 1956 ed il 1961.

## Biografia
Originario di Barete, nell'alto Aterno, fu personalità poliedrica: studiò chimica e farmacia e fu Maggior Generale del Regio Esercito, venendo allocato all'Aquila presso il 13º Reggimento artiglieria da campagna. Nel capoluogo abruzzese si stabilì in via Minicuccio d'Ugolino, nel quarto di San Pietro.
Ebbe quattro figli, tra i quali si citano il notaio Domenico Trecco, il medico Fausto Trecco e la Prof.ssa Franca Trecco, molto noti in città.

### Carriera politica
Di vedute liberali, divenne esponente della Democrazia Cristiana e fu eletto sindaco dell'Aquila in seguito alle elezioni amministrative del 1956 in cui raccolse quasi quattromila preferenze. È ricordato per essere stato tra i sindaci più amati della città che, in seguito, gli dedicò una strada nel quartiere Torrione.